# Ken Fletcher
Kenneth Norman Fletcher (15. června 1940, Brisbane – 11. února 2006, Brisbane) byl australský tenista. Byl deblovým specialistou, měl na svém kontě dvanáct grandslamových titulů ze čtyřhry a v roce 1964 byl deblovou světovou jedničkou. Nejúspěšnější byl ve čtyřhře smíšené, kde v roce 1963 dokonce dosáhl vzácného kalendářního grand slamu. Byl v mixu dvojnásobným vítězem Australian Open (1963, 1964), třikrát dobyl Roland Garros (1963, 1964, 1965), čtyři tituly oslavil ve Wimbledonu (1963, 1965, 1966, 1968) a jednou si připsal vítězství na americkém šampionátu (1963). Všech těchto úspěchů dosáhl s jedinou partnerkou po boku - krajankou Margaret Courtovou. Dva grandslamové tituly vybojoval i v mužské čtyřhře - roku 1964 na French Open, v roce 1966 ve Wimbledonu. V prvním případě byl jeho spoluhráčem Roy Emerson, ve druhém John Newcombe. Ve dvouhře bylo jeho grandslamovým maximem finále, do něhož se roku 1963 probojoval na domácím mistrovství, a v němž podlehl Emersonovi. V Paříži a Londýně došel nejdál do čtvrtfinále, v New Yorku do 3. kola. Podle statistik Lance Tingaye byl roku 1966 světovým hráčem č. 10.
Je jediným hráčem v dějinách tenisu, která dosáhl grand slamu, a přitom nebyl uveden do Mezinárodní tenisové síně slávy. Také do Australské tenisové síně slávy byl uveden až posmrtně. Jisté váhání s jeho oceněním možná souviselo s tím, že byl znám jako "tenisový chuligán", milovník nočního života a hazardu, a navíc se v závěru své kariéry dostal do sporu s australským tenisovým svazem, který hráčům zakázal po značnou část roku cesty do zámoří, aby bránil profesionalizaci. Fletcher to tehdy v tisku komentoval slovy "Nejsme sakra v Moskvě!" a usadil se v Hong Kongu. Divoká povaha vedla i k tomu, že musel v 80. letech vyhlásit osobní bankrot.